# Frederick Stock
Frederick Augusto Stock (Jülich, 11 de novembro de 1872 – Chicago, 20 de outubro de 1942) foi um maestro e compositor alemão.

## Biografia
Stock nasceu em Jülich, Alemanha e teve desde cedo uma educação musical. Aos quatorze anos de idade, Frederick Stock foi admitido para o Conservatório de Colónia como um estudante de violino e composição, onde ele teve Engelbert Humperdinck como um de seus professores e Willem Menglberg como seu colega de sala. Depois de sua graduação no conservatório, que aconteceu em 1890, entrou na Orquestra Municipal de Colónia como violinista.

### Carreira
Em 1895, Stock conheceu Theodore Thomas, diretor da Orquestra Sinfônica de Chicago e o homem que teve um impacto decisivo no futuro de Stock. Thomas, que fez audições pela Alemanha recrutando músicos para a Orquestra Sinfônica de Chicago, quando ouviu em audição o jovem Stock, Thomas deu-lhe uma posição como violinista na orquestra. Thomas ficou muito realizado com seu novo violinista e impressionado com seu talento para a condução, em 1899 Stock foi promovido para assistente de condutor.
Depois da morte repentina de Theodore Thomas em 1905, Frederick Stock se tornou o diretor musical na sinfônica de Chicago. Neste ano ele escreveu o poema sinfônico "Life", em memória a Theodore Thomas. Frederick só assumiu o cargo de diretor musical permanentemente em 1911, quando os diretores convidados Gustav Mahler, Hans Richter, Felix Weingartner, Karl Muck e Felix Mottl saíram de seus cargos. Sob a direção de Stock, a Sinfônica de Chicago se tornou a melhor orquestra da América. Com entusiasmo da música moderna, Stock regeu trabalhos de muitos compositores modernos, incluindo Gustav Mahler, Richard Strauss, Ígor Stravinsky, Sergei Prokofiev, Gustav Holst, Zoltán Kodály, Nikolai Myaskovsky, Josef Suk, William Walton, Arthur Benjamin, George Enescu, e muitos outros.
Frederick Stock ficou trinta e sete anos à frente da Sinfônica de Chicago. Logo após a morte de Stock, em Chicago no dia 20 de outubro de 1942, Désiré Defauw se tornou diretor musical da orquestra.

## Gravações
- Johann Sebastian Bach: Suite No. 2 in B-minor, BWV 1067 (Recorded 1928, RCA Victor)
- Ludwig van Beethoven: Piano Concerti Nos. 4 & 5 "Emperor" (Artur Schnabel, pianist; Recorded 1942, RCA Victor)
- Johannes Brahms: Hungarian Dances Nos. 17-21 (Recorded 1926, RCA Victor)
- Johannes Brahms: Symphony No. 3 in F-major, op. 90 (Recorded 1941, Columbia)
- Ernest Chausson: Symphony in B-minor (Recorded 1942, RCA Victor)
- Erno Dohnanyi: Suite for Orchestra in F-sharp minor, Opus 19 (Recorded December, 1928, RCA Victor)
- Wolfgang Amadeus Mozart: Symphony No. 38 in D-major, K. 504 "Prague" (Recorded 1939, Columbia)
- Wolfgang Amadeus Mozart: Symphony No. 40 in G-minor, K. 550 (Recorded December 22 and 23, 1930, RCA Victor)
- Franz Schubert: Symphony No. 9 in C-major, D. 944 "Great" (Recorded 1940, Columbia)
- Robert Schumann: Symphony No.1 in B-flat, Op.38 "Spring" (Recorded 1929, RCA Victor)
- Robert Schumann: Symphony No.4 in D-minor, Op.120 (Recorded 1940, Columbia)
- Richard Strauss: On the Shores of Sorrento from Aus Italien (Recorded 1941, RCA Victor)
- Richard Strauss: Also Sprach Zarathustra, op. 30 (Recorded 1940, Columbia)
- Josef Suk: Folk Dance (a la Polka) from A Fairy Tale (Recorded 1941, Columbia)
- Piotr Tchaikovsky: Symphony No. 5, op. 64 (Recorded December, 1927, RCA Victor)
- Piotr Tchaikovsky: Violin Concerto, op. 35 (Nathan Milstein, violinist; Recorded 1940, Columbia)
- Piotr Tchaikovsky: Nutcracker Suite, op. 71 (Recorded 1941, Columbia)
- Richard Wagner: Die Meistersinger von Nurnberg - Prelude to Act I (Recorded 1926, RCA Victor)
- William Walton: Scapino - A Comedy Overture (original version; Recorded 1941, Columbia)